# Bình Thạnh Đông
Bình Thạnh Đông là một xã thuộc tỉnh An Giang, Việt Nam.

## Địa lý
Xã Bình Thạnh Đông nằm ở phía đông bắc tỉnh An Giang, cách Phường Châu Đốc ở điểm gần nhất khoảng 9km theo đường chim bay, cách Phường Long Xuyên ở điểm gần nhất khoảng 22km và cách tỉnh lị tỉnh An Giang Phường Rạch Giá hơn 60km theo đường chim bay. bên hữu ngạn Sông Hậu, có vị trí địa lý:
- Phía đông giáp xã Phú An.
- Phía bắc giáp xã Hoà Lạc
- Phía đông nam giáp xã Phú Tân
- Phía tây và phía nam giáp các xã Vĩnh Thạnh Trung, Châu Phú Và Bình Mỹ
- Phía đông bắc giáp xã Chợ Vàm

Xã Bình Thạnh Đông có diện tích 61.70 km², dân số là 50.569 người, sau khi sát nhập cùng Xã Phú Bình và Xã Hiệp Xương vào năm 2025, mật độ dân số đạt 805 người/km².

## Hành chính
Xã Bình Thạnh Đông được chia thành 16 ấp: Bình Phú 1, Bình Phú 2, Bình Thành, Bình Tây 1, Bình Tây 2, Bình Đông 1, Bình Đông 2, Bình Quới 1, Bình Quới 2, , Bình Trung 1, Bình Trung 2, Hiệp Hòa, Hiệp Hưng, Hiệp Thạnh, Hiệp Thuận và Hiệp Trung.